# ریچارد والینگ
ریچارد والینگ (انگلیسی: Richard Walling؛ ‏ ۶ اکتبر ۱۹۰۴ – ۱۱ دسامبر ۱۹۸۳) عکاس و بازیگر اهل ایالات متحده آمریکا بود.
از فیلم‌هایی که وی در آن‌ها نقش داشته‌است، می‌توان به شهر اشاره نمود.